# بطولة العالم للدراجات على المضمار 1948
بطولة العالم للدراجات على المضمار 1948 هي الدورة ال45 من بطولة العالم للدراجات على المضمار، أجريت في أمستردام، هولندا.

## النتائج النهائية
| المسابقة                              | ذهبية                       | فضية                  | برونزية                     |
| ------------------------------------- | --------------------------- | --------------------- | --------------------------- |
| السرعة الفردية                        | آري فان فليت (NED)          | Loius Gerardin (FRA)  | Georges Senfftleben (FRA)   |
| سباق المطاردة الفردية                 | جيريت شولت (هولندا)         | فاوسطو كوبي (إيطاليا) | أنطونيو بيفيلاكوا (إيطاليا) |
| سباق مطاردة الدراجة النارية للمحترفين | Jean-Jacques Lamboley (FRA) | Elia Frosio (ITA)     | August Meuleman (BEL)       |